# Musée archéologique national de Metaponte
 (juillet 2023).
Si vous disposez d'ouvrages ou d'articles de référence ou si vous connaissez des sites web de qualité traitant du thème abordé ici, merci de compléter l'article en donnant les références utiles à sa vérifiabilité et en les liant à la section « Notes et références ».
Pour les articles homonymes, voir Musée archéologique national.
Le Musée archéologique national de Metaponte est un musée situé sur la commune italienne de Bernalda.

## Histoire
Il remplace le petit Antiquarium construit près de l'Héraion à l'extérieur des murs des « Tavole Palatine », qui jusqu'aux années 1980 était le lieu où l'on pouvait admirer les artefacts récupérés lors des fouilles.
Le complexe de bâtiments actuel, situé sur une colline artificielle dans le village moderne de Metaponte, a été inauguré en janvier 1991 ; il est destiné à conserver et exposer les découvertes des explorations menées dans la ville antique et dans les centres culturels indigènes de l'intérieur.

## Description

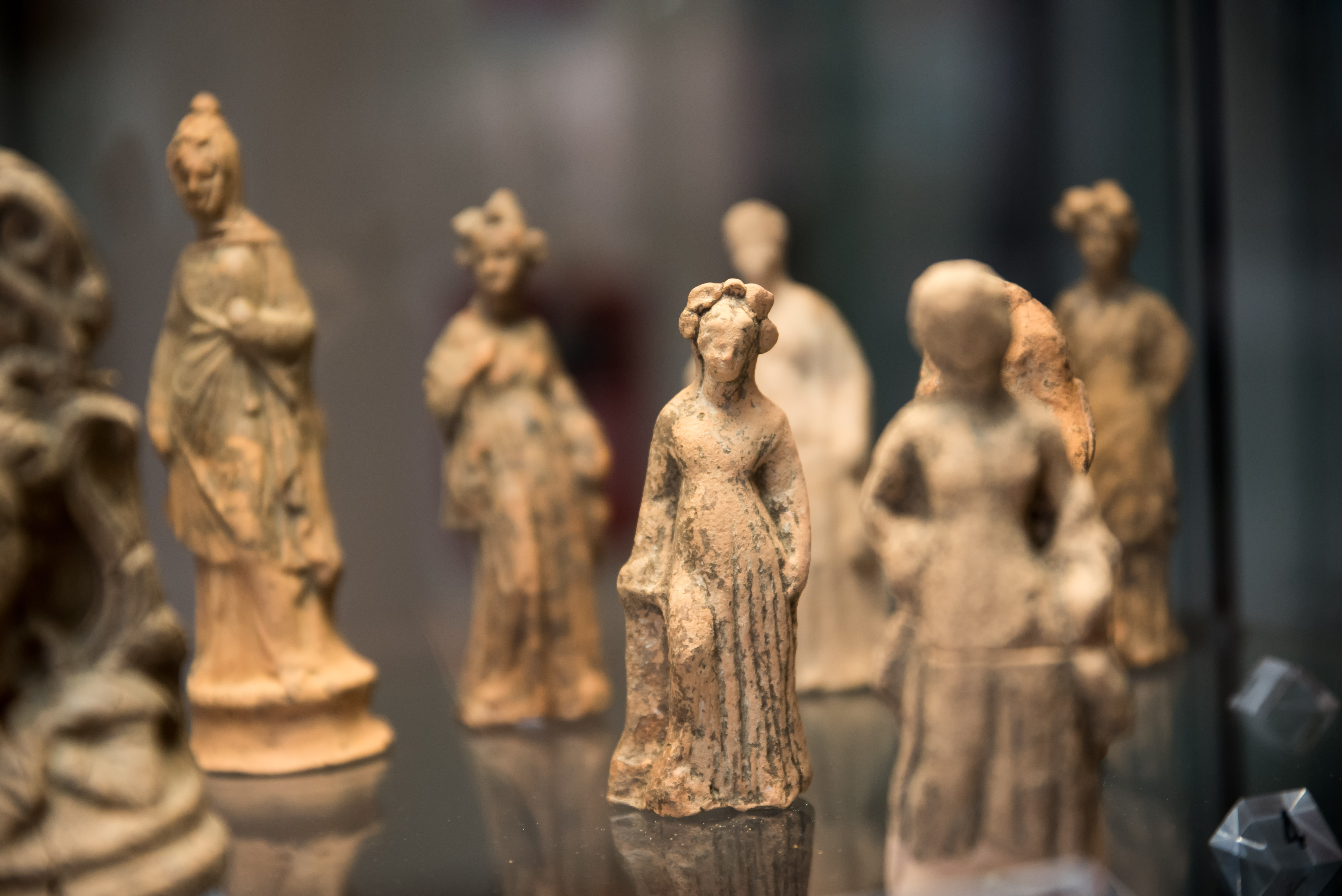
Les Dames de Metaponte.

Dans le grand espace entourant le musée, un ensemble de sépultures archaïques situé le long de l'artère routière qui, de la ville antique, se dirigeait vers l'Héraion extra-urbain des « Tavole Palatine » a été reconstruit.
Au fil des années, diverses expositions ont été mises en place qui ont représenté une opportunité de valorisation pour le territoire, comme « Colons grecs et italiens : les formes de l'intégration » (2 avril 2006 - 30 septembre 2006) ou « Le regard d'Eros.  Les formes de fréquentation et de séduction.  Découvertes récentes du “Metapontino” » (26 mars 2008 - 4 mai 2008).